# Pycnopogon mixtus
Pycnopogon mixtus är en tvåvingeart som först beskrevs av Friedrich Hermann Loew 1847.  Pycnopogon mixtus ingår i släktet Pycnopogon och familjen rovflugor. Inga underarter finns listade i Catalogue of Life.